# San Zadornil
San Zadornil es una localidad situada en la provincia de Burgos, comunidad autónoma de Castilla y León (España), comarca de Las Merindades, partido judicial de Villarcayo, capital del ayuntamiento de la Jurisdicción de San Zadornil.

## Geografía

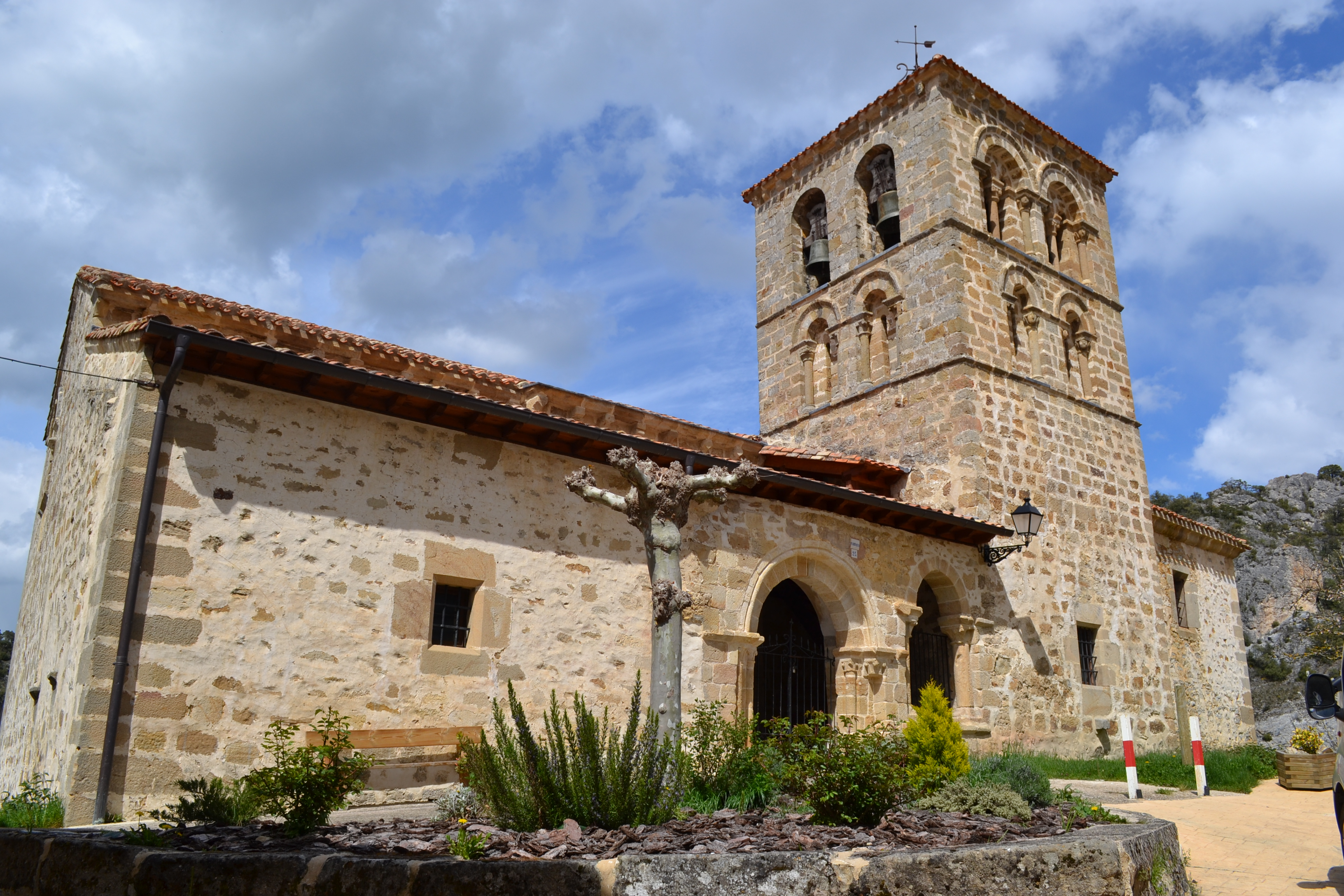
Iglesia de San Saturnino.

San Zadornil se encuentra en la vertiente mediterránea de la provincia, entre la ladera norte de la Sierra de Arcena y la histórica localidad de Valpuesta bañada por el río Omecillo. La localidad está en el parque natural de Montes Obarenes-San Zadornil, a 45 km de Villarcayo, cabeza de partido, y a 99 de Burgos. 
Es de notable interés el pico Peña Carrias, muy popular entre los aficionados a la escalada debido a su gran pared de rocas kársticas y su iglesia románica de San Saturnino.

### Comunicaciones
- Carretera:  cruce de caminos de las locales denominadas BU-V-5531, a Villafría y la BU-V-5532, a Arroyo y a San Millán en la autonómica BU-533-A-2622. Estación de ferrocarril en Miranda de Ebro, a 29 km.

## Demografía

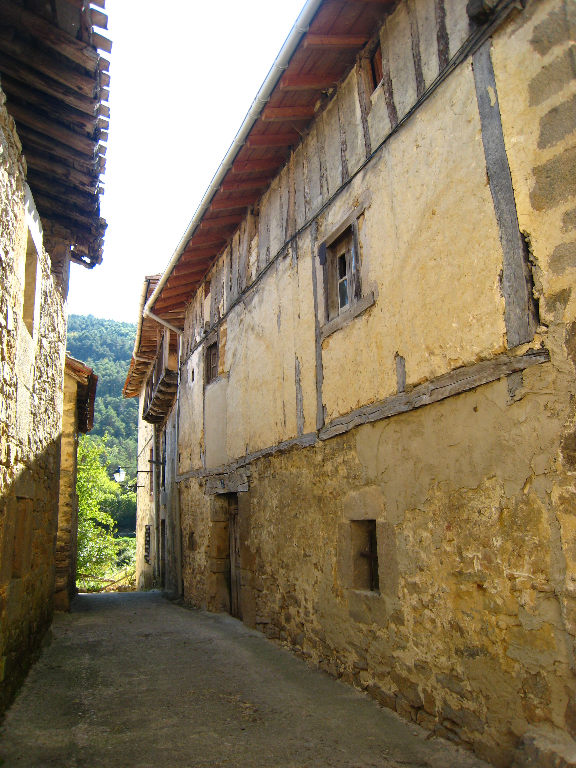
Calle de San Zadornil.

En el censo de 1950 contaba con 67 habitantes, reducidos a 22 en el padrón municipal de 2007.

## Historia
Lugar perteneciente a la Jurisdicción de San Zadornil en el Partido de Castilla la Vieja en Laredo, con jurisdicción de realengo. 
A la caída del Antiguo Régimen queda agregado al ayuntamiento constitucional de Jurisdicción de San Zadornil , en el Partido de Villarcayo perteneciente a la región de Castilla la Vieja.